# Liste der Stolpersteine in Bad König
Die Liste der Stolpersteine in Bad König enthält alle Stolpersteine, die im Rahmen des gleichnamigen Projekts von Gunter Demnig in Bad König verlegt wurden. Mit ihnen soll an Opfer des Nationalsozialismus erinnert werden, die in Bad König lebten und wirkten.

## Verlegte Stolpersteine
| Bild | Person, Inschrift | Adresse                 | Verlege- datum | weitere Informationen |
| --- | --- | ----------------------- | -------------- | --------------------- |
| Bild gesucht Die Wikipedia wünscht sich an dieser Stelle ein Bild vom Ort mit diesen Koordinaten 49.74203 9.00769 . Motiv: Stolperstein David Oppenheimer Falls du dabei helfen möchtest, erklärt die Anleitung , wie das geht. BW          | Hier wohnte David Oppenheimer Jg. 1863 unfreiwillig verzogen 1938 Mainz gedemütigt / entrechtet tot 14.06.1939                                            | Alexanderstraße 2 ·     |                |                       |
| Bild gesucht Die Wikipedia wünscht sich an dieser Stelle ein Bild vom Ort mit diesen Koordinaten 49.74203 9.00769 . Motiv: Stolperstein Bertha Oppenheimer Falls du dabei helfen möchtest, erklärt die Anleitung , wie das geht. BW         | Hier wohnte Bertha Oppenheimer geb. Bodenheimer Jg. 1866 unfreiwillig verzogen 1938 Mainz deportiert 1942 Theresienstadt ermordet 11.11.1942              | Alexanderstraße 2 ·     |                |                       |
| Bild gesucht Die Wikipedia wünscht sich an dieser Stelle ein Bild vom Ort mit diesen Koordinaten 49.74203 9.00769 . Motiv: Stolperstein Arnold Oppenheimer Falls du dabei helfen möchtest, erklärt die Anleitung , wie das geht. BW         | Hier wohnte Arnold Oppenheimer Jg. 1866 'Schutzhaft' 1938 Buchenwald unfreiwillig verzogen 1938 Mainz deportiert 1942 Piaski ermordet 09.07.1942 Majdanek | Alexanderstraße 2 ·     |                |                       |
| Bild gesucht Die Wikipedia wünscht sich an dieser Stelle ein Bild vom Ort mit diesen Koordinaten 49.74237 9.00784 . Motiv: Stolperstein Moses Herz Falls du dabei helfen möchtest, erklärt die Anleitung , wie das geht. BW                 | Hier wohnte Moses Herz Jg. 1871 unfreiwillig verzogen 1939 Frankfurt M. deportiert 1942 Theresienstadt ermordet 16.05.1943                                | Alexanderstraße 6 ·     | 17. Okt. 2015  |                       |
| Bild gesucht Die Wikipedia wünscht sich an dieser Stelle ein Bild vom Ort mit diesen Koordinaten 49.74237 9.00784 . Motiv: Stolperstein Minna Herz Falls du dabei helfen möchtest, erklärt die Anleitung , wie das geht. BW                 | Hier wohnte Minna Herz geb. Bermann Jg. 1868 unfreiwillig verzogen 1939 Frankfurt M. deportiert 1942 Theresienstadt ermordet 24.03.1943                   | Alexanderstraße 6 ·     | 17. Okt. 2015  |                       |
| Bild gesucht Die Wikipedia wünscht sich an dieser Stelle ein Bild vom Ort mit diesen Koordinaten 49.74237 9.00784 . Motiv: Stolperstein Max Herz Falls du dabei helfen möchtest, erklärt die Anleitung , wie das geht. BW                   | Hier wohnte Max Herz Jg. 1866 unfreiwillig verzogen 1939 Frankfurt M. deportiert 1942 Majdanek ermordet 13.07.1942                                        | Alexanderstraße 6 ·     | 17. Okt. 2015  |                       |
| Bild gesucht Die Wikipedia wünscht sich an dieser Stelle ein Bild vom Ort mit diesen Koordinaten 49.74237 9.00784 . Motiv: Stolperstein Arthur Herz Falls du dabei helfen möchtest, erklärt die Anleitung , wie das geht. BW                | Hier wohnte Arthur Herz Jg. 1866 'Schutzhaft' 1938 Buchenwald unfreiwillig verzogen 1939 Frankfurt M. Flucht Argentinien                                  | Alexanderstraße 6 ·     | 17. Okt. 2015  |                       |
| Bild gesucht Die Wikipedia wünscht sich an dieser Stelle ein Bild vom Ort mit diesen Koordinaten 49.74217 9.0106 . Motiv: Stolperstein Kettgen Adler Falls du dabei helfen möchtest, erklärt die Anleitung , wie das geht. BW               | Hier wohnte Kettgen Adler geb. Oppenheimer Jg. 1858 unfreiwillig verzogen Frankfurt M. tot 07.04.1942                                                     | Lindenstraße 49 ·       |                |                       |
| Bild gesucht Die Wikipedia wünscht sich an dieser Stelle ein Bild vom Ort mit diesen Koordinaten 49.74249 9.00902 . Motiv: Stolperstein Moses Ehrmann Falls du dabei helfen möchtest, erklärt die Anleitung , wie das geht. BW              | Hier wohnte Moses Ehrmann Jg. 1872 unfreiwillig verzogen 1939 Frankfurt M. deportiert 1941 Kowno Fort IX ermordet 25.11.1941                              | Bleichstraße 5 ·        |                |                       |
| Bild gesucht Die Wikipedia wünscht sich an dieser Stelle ein Bild vom Ort mit diesen Koordinaten 49.74249 9.00902 . Motiv: Stolperstein Bertha Ehrmann Falls du dabei helfen möchtest, erklärt die Anleitung , wie das geht. BW             | Hier wohnte Bertha Ehrmann Jg. 1884 unfreiwillig verzogen 1939 Frankfurt M. deportiert 1941 Kowno Fort IX. ermordet 25.11.1941                            | Bleichstraße 5 ·        |                |                       |
| Bild gesucht Die Wikipedia wünscht sich an dieser Stelle ein Bild vom Ort mit diesen Koordinaten 49.74294 9.00505 . Motiv: Stolperstein Else Rosenbaum Falls du dabei helfen möchtest, erklärt die Anleitung , wie das geht. BW             | Hier wohnte Else Rosenbaum geb. Oppenheimer Jg. 1893 unfreiwillig verzogen 1939 Frankfurt M. deportiert 1942 Theresienstadt ermordet 1943 Auschwitz       | Frankfurter Straße 16 · | 4. März 2017   |                       |
| Bild gesucht Die Wikipedia wünscht sich an dieser Stelle ein Bild vom Ort mit diesen Koordinaten 49.74294 9.00505 . Motiv: Stolperstein Isaak Oppenheimer Falls du dabei helfen möchtest, erklärt die Anleitung , wie das geht. BW          | Hier wohnte Isaak Oppenheimer Jg. 1866br />unfreiwillig verzogen 1939 Frankfurt M. deportiert 1942 Theresienstadt ermordet                                | Frankfurter Straße 16 · | 4. März 2017   |                       |
| Bild gesucht Die Wikipedia wünscht sich an dieser Stelle ein Bild vom Ort mit diesen Koordinaten 49.74107 9.00415 . Motiv: Stolperstein Karoline Goldschmidt Falls du dabei helfen möchtest, erklärt die Anleitung , wie das geht. BW       | Hier wohnte Karoline Goldschmidt geb. Mannheimer Jg. 1870 unfreiwillig verzogen 1939 Frankfurt M. gedemütigt / entrechtet tot 1939                        | Bahnhofstraße 18 ·      |                |                       |
| Bild gesucht Die Wikipedia wünscht sich an dieser Stelle ein Bild vom Ort mit diesen Koordinaten 49.74044 9.00431 . Motiv: Stolperstein Ferdinand Faist Frank Falls du dabei helfen möchtest, erklärt die Anleitung , wie das geht. BW      | Hier wohnte Ferdinand Faist Frank Jg. 1868 unfreiwillig verzogen 1939 Frankfurt M. deportiert 1942 Minsk ermordet                                         | Schillerstraße 5 ·      | 4. März 2017   |                       |
| Bild gesucht Die Wikipedia wünscht sich an dieser Stelle ein Bild vom Ort mit diesen Koordinaten 49.74044 9.00431 . Motiv: Stolperstein Bertha Frank Falls du dabei helfen möchtest, erklärt die Anleitung , wie das geht. BW               | Hier wohnte Bertha Frank geb. Ladenburger Jg. 1873 unfreiwillig verzogen 1939 Frankfurt M. gedemütigt / entrechtet Flucht in den Tod 11.04.1939           | Schillerstraße 5 ·      | 4. März 2017   |                       |
| Bild gesucht Die Wikipedia wünscht sich an dieser Stelle ein Bild vom Ort mit diesen Koordinaten 49.74044 9.00431 . Motiv: Stolperstein Ludwig Frank Falls du dabei helfen möchtest, erklärt die Anleitung , wie das geht. BW               | Hier wohnte Ludwig Frank Jg. 1906 verhaftet 05.10.1935 Dachau 'Schutzhaft' 1938 Buchenwald Flucht 1939 Palästina                                          | Schillerstraße 5 ·      | 4. März 2017   |                       |
| Bild gesucht Die Wikipedia wünscht sich an dieser Stelle ein Bild vom Ort mit diesen Koordinaten 49.74044 9.00431 . Motiv: Stolperstein Christian Kuch Falls du dabei helfen möchtest, erklärt die Anleitung , wie das geht. BW             | Hier wohnte Christian Kuch Jg. 1879 am 21.02.1939 überfallen von Nationalsozialisten tot 21.02.1939 Umstände nie geklärt                                  | Schillerstraße 5 ·      | 4. März 2017   |                       |
| Bild gesucht Die Wikipedia wünscht sich an dieser Stelle ein Bild vom Ort mit diesen Koordinaten 49.74044 9.00431 . Motiv: Stolperstein Lina Kuch Falls du dabei helfen möchtest, erklärt die Anleitung , wie das geht. BW                  | Hier wohnte Lina Kuch geb. Bermann Jg. 1894 unfreiwillig verzogen 1939 Frankfurt M. Flucht 1941 Südamerika                                                | Schillerstraße 5 ·      | 4. März 2017   |                       |
| Bild gesucht Die Wikipedia wünscht sich an dieser Stelle ein Bild vom Ort mit diesen Koordinaten 49.74044 9.00431 . Motiv: Stolperstein Heinz Kuch Falls du dabei helfen möchtest, erklärt die Anleitung , wie das geht. BW                 | Hier wohnte Heinz Kuch Jg. 1933 unfreiwillig verzogen 1939 Frankfurt M. Flucht 1941 Südamerika                                                            | Schillerstraße 5 ·      | 4. März 2017   |                       |
| Bild gesucht Die Wikipedia wünscht sich an dieser Stelle ein Bild vom Ort mit diesen Koordinaten 49.74044 9.00431 . Motiv: Stolperstein Walter Kuch Falls du dabei helfen möchtest, erklärt die Anleitung , wie das geht. BW                | Hier wohnte Walter Kuch Jg. 1913 Flucht 1935 USA | Schillerstraße 5 ·      | 4. März 2017   |                       |
| Bild gesucht Die Wikipedia wünscht sich an dieser Stelle ein Bild vom Ort mit diesen Koordinaten 49.7404 9.00454 . Motiv: Stolperstein Moritz Speyer Falls du dabei helfen möchtest, erklärt die Anleitung , wie das geht. BW               | Hier wohnte Moritz Speyer Jg. 1887 unfreiwillig verzogen 1939 Frankfurt M. deportiert 1941 Minsk ermordet                                                 | Schillerstraße 8 ·      | 4. März 2017   |                       |
| Bild gesucht Die Wikipedia wünscht sich an dieser Stelle ein Bild vom Ort mit diesen Koordinaten 49.7404 9.00454 . Motiv: Stolperstein Lina Speyer Falls du dabei helfen möchtest, erklärt die Anleitung , wie das geht. BW                 | Hier wohnte Lina Speyer geb. Sonneborn Jg. 1887 deportiert 1941 Minsk ermordet                                                                            | Schillerstraße 8 ·      | 4. März 2017   |                       |
| Bild gesucht Die Wikipedia wünscht sich an dieser Stelle ein Bild vom Ort mit diesen Koordinaten 49.7404 9.00454 . Motiv: Stolperstein Ilse Speyer Falls du dabei helfen möchtest, erklärt die Anleitung , wie das geht. BW                 | Hier wohnte Ilse Speyer Jg. 1925 deportiert 1941 Minsk ermordet                                                                                           | Schillerstraße 8 ·      | 4. März 2017   |                       |
| Bild gesucht Die Wikipedia wünscht sich an dieser Stelle ein Bild vom Ort mit diesen Koordinaten 49.7404 9.00454 . Motiv: Stolperstein Manfred Speyer Falls du dabei helfen möchtest, erklärt die Anleitung , wie das geht. BW              | Hier wohnte Manfred Speyer Jg. 1920 Flucht 1937 Palästina                                                                                                 | Schillerstraße 8 ·      | 4. März 2017   |                       |
| Bild gesucht Die Wikipedia wünscht sich an dieser Stelle ein Bild vom Ort mit diesen Koordinaten 49.74157 9.00678 . Motiv: Stolperstein Abraham Ehrmann Falls du dabei helfen möchtest, erklärt die Anleitung , wie das geht. BW            | Hier wohnte Abraham Ehrmann Jg. 1842 unfreiwillig verzogen 1938 Frankfurt M. Versorgungsanstalt für Israeliten tot 13.01.1940                             | Schulstraße 2 ·         |                |                       |
| Bild gesucht Die Wikipedia wünscht sich an dieser Stelle ein Bild vom Ort mit diesen Koordinaten 49.74157 9.00678 . Motiv: Stolperstein Sara Ehrmann Falls du dabei helfen möchtest, erklärt die Anleitung , wie das geht. BW               | Hier wohnte Sara Ehrmann Jg. 1876 Heilanstalt Heppenheim 'verlegt' 04.02.1941' Hadamar 04.02.1941 ermordet 'Aktion T4'                                    | Schulstraße 2 ·         |                |                       |
| Bild gesucht Die Wikipedia wünscht sich an dieser Stelle ein Bild vom Ort mit diesen Koordinaten 49.74157 9.00678 . Motiv: Stolperstein Babette Ehrmann Falls du dabei helfen möchtest, erklärt die Anleitung , wie das geht. BW            | Hier wohnte Babette Ehrmann Jg. 1886 unfreiwillig verzogen 1938 Frankfurt M. Schicksal unbekannt                                                          | Schulstraße 2 ·         |                |                       |
| Bild gesucht Die Wikipedia wünscht sich an dieser Stelle ein Bild vom Ort mit diesen Koordinaten 49.74188 9.00699 . Motiv: Stolperstein Jakob Bick Falls du dabei helfen möchtest, erklärt die Anleitung , wie das geht. BW                 | Hier wohnte Jakob Bick Jg. 1883 unfreiwillig verzogen Frankfurt M. deportiert 1942 Theresienstadt 16.05.1943 ermordet                                     | Schloßplatz 8 / 8a ·    | 6. Mai 2019    |                       |
| Bild gesucht Die Wikipedia wünscht sich an dieser Stelle ein Bild vom Ort mit diesen Koordinaten 49.74188 9.00699 . Motiv: Stolperstein Martha Bick Falls du dabei helfen möchtest, erklärt die Anleitung , wie das geht. BW                | Hier wohnte Martha Bick geb. Strauss Jg. 1891 deportiert 1942 Theresienstadt 1944 Auschwitz ermordet                                                      | Schloßplatz 8 / 8a ·    | 6. Mai 2019    |                       |
| Bild gesucht Die Wikipedia wünscht sich an dieser Stelle ein Bild vom Ort mit diesen Koordinaten 49.74188 9.00699 . Motiv: Stolperstein Edith Bick Falls du dabei helfen möchtest, erklärt die Anleitung , wie das geht. BW                 | Hier wohnte Edith Bick verh. Stern Jg. 1919 Flucht 1937 USA                                                                                               | Schloßplatz 8 / 8a ·    | 6. Mai 2019    |                       |
| Bild gesucht Die Wikipedia wünscht sich an dieser Stelle ein Bild vom Ort mit diesen Koordinaten 49.74188 9.00699 . Motiv: Stolperstein Armin Bick Falls du dabei helfen möchtest, erklärt die Anleitung , wie das geht. BW                 | Hier wohnte Armin Bick Jg. 1923 unfreiwillig verzogen Frankfurt M. Kindertransport 1939 England                                                           | Schloßplatz 8 / 8a ·    | 6. Mai 2019    |                       |
| Bild gesucht Die Wikipedia wünscht sich an dieser Stelle ein Bild vom Ort mit diesen Koordinaten 49.74187 9.00753 . Motiv: Stolperstein Moritz Schwarzschild Falls du dabei helfen möchtest, erklärt die Anleitung , wie das geht. BW       | Hier wohnte Moritz Schwarzschild Jg. 1880 unfreiwillig verzogen Frankfurt M. 'Schutzhaft' 1938 Dachau deportiert 1941 Kowno Fort IX ermordet 25.11.1941   | Schloßplatz 12 ·        |                |                       |
| Bild gesucht Die Wikipedia wünscht sich an dieser Stelle ein Bild vom Ort mit diesen Koordinaten 49.74187 9.00753 . Motiv: Stolperstein Recha Schwarzschild Falls du dabei helfen möchtest, erklärt die Anleitung , wie das geht. BW        | Hier wohnte Recha Schwarzschild geb. Herzfeld Jg. 1876 unfreiwillig verzogen Frankfurt M. deportiert 1941 Kowno Fort IX ermordet 25.11.1941               | Schloßplatz 12 ·        |                |                       |
| Bild gesucht Die Wikipedia wünscht sich an dieser Stelle ein Bild vom Ort mit diesen Koordinaten 49.74187 9.00753 . Motiv: Stolperstein Ruth Schwarzschild Falls du dabei helfen möchtest, erklärt die Anleitung , wie das geht. BW         | Hier wohnte Ruth Schwarzschild Jg. 1919 Flucht 1936 Holland interniert Westerbork deportiert 1943 Auschwitz ermordet 19.11.1943                           | Schloßplatz 12 ·        |                |                       |
| Bild gesucht Die Wikipedia wünscht sich an dieser Stelle ein Bild vom Ort mit diesen Koordinaten 49.74187 9.00753 . Motiv: Stolperstein Caecilie Zoe Schwarzschild Falls du dabei helfen möchtest, erklärt die Anleitung , wie das geht. BW | Hier wohnte Caecilie Zoe Schwarzschild Jg. 1914 unfreiwillig verzogen 1935 Frankfurt M. Flucht 1939 Schottland                                            | Schloßplatz 12 ·        |                |                       |
| Bild gesucht Die Wikipedia wünscht sich an dieser Stelle ein Bild vom Ort mit diesen Koordinaten 49.74187 9.00753 . Motiv: Stolperstein Werner Zeev Schwarzschild Falls du dabei helfen möchtest, erklärt die Anleitung , wie das geht. BW  | Hier wohnte Werner Zeev Schwarzschild Jg. 1911 Ausbildung 1935 Frankfurt M. Flucht Palästina                                                              | Schloßplatz 12 ·        |                |                       |
| Bild gesucht Die Wikipedia wünscht sich an dieser Stelle ein Bild vom Ort mit diesen Koordinaten 49.74187 9.00753 . Motiv: Stolperstein Lotte Leah Schwarzschild Falls du dabei helfen möchtest, erklärt die Anleitung , wie das geht. BW   | Hier wohnte Lotte Leah Schwarzschild Jg. 1913 Flucht Palästina                                                                                            | Schloßplatz 12 ·        |                |                       |